# Калениченко Іван Федорович
Калениченко Іван Федорович (14 травня 1941, с. Михнівка Решетилівського району Полтавської області — 24 березня 1998, м. Боярка Києво-Святошинського району Київської області) — український письменник, педагог, член НСПУ (1994).

## Життєпис
Іван Калениченко народився 14 травня 1941 року в с. Михнівка Решетилівського району Полтавської області. Дитинство пройшло в злигоднях, адже німецькі окупанти вбили корову-годувальницю, спалили хату, й сім'ї довелося жити в землянці. Однак у школі навчався добре.
По завершенню школи 1959 року Іван Калениченко вступив до Гадяцького культосвітнього училища, яке закінчив у 1961 році, здобувши спеціальність методиста-організатора. У 1961—1962 роках працював вчителем співів Решетилівської середньої школи № 1.
У 1962 році Іван Федорович Калениченко вступив до Полтавського державного педагогічного інституту ім. В. Г. Короленка, а в 1966 — закінчив музично-педагогічний факультет Донецької філії Харківського інституту мистецтв, куди був переведений у 1965 році, отримавши фах учителя музики та співів середньої школи та педучилища. Під час навчання працював учителем співів у школі, керівником гуртка баяністів при клубі піонерів, викладачем музичної школи по класу баяна.
У 1966—1972 роках працював викладачем по класу баяна Кремгесівської (Світловодської) музичної школи.
У 1972 він із родиною переїхав до Кременчука і півроку викладав у Градизькій музичній школі, а з січня 1973 до 1977 року працював викладачем музики й співів Кременчуцького педагогічного училища. Працюючи в училищі, друкував свої літературні твори в районних і міських газетах.
Згодом переїхав у Боярку, що під Києвом. Деякий час працював в Київському педагогічному училищі № 3. Друкувався в місцевій і республіканській пресі.
Із 1994 року Іван Калениченко був членом НСПУ.
Був одружений (дружина — Ельвіра Петрівна), мав сина Тараса.
Помер Іван Калениченко 24 березня 1998 року в Боярці.

## Творчість
Твори Івана Калениченка сповнені гумору. В своїй творчості автор оспівував природу рідного краю, зображував життя повоєнного села, звертався до теми пам'яті.
Друкувався у виданнях «Ранок», «Хлібороб України», «Прапор», «Перець». Велика добірка віршів Івана Калениченка була вміщена в антології «Ніжний кремінь» (1986). Пізніше вийшли окремі книжки: «Долоні подорожника» (1990), «Хай йому грець» (1992), «Тюльпан-дерево» (1994), «Гоп мої гречаники» (1995), «Грішні люди» (1998).